# Göteborgs Sjukvård
Göteborgs Sjukvård, Göteborgs stads landstingsverksamhet, var innan 1999 den organisation inom Göteborgs kommun som ansvarade för sjukvården. Kommunen hade valt att inte ingå i något landsting och skötte därför sjukvården i egen regi. Verksamheten har sedan 1999 övergått till Västra Götalandsregionen.
Den tidigare uppdelningen hade som konsekvens att boende i grannkommunerna, vilka i vissa fall kunde bo mycket nära Östra sjukhuset eller Sahlgrenska sjukhuset i Göteborg, inte kunde söka vård där utan hänvisades till Mölndals sjukhus, och vice versa. Nu ingår alla tre sjukhusen i Sahlgrenska Universitetssjukhuset och den gamla patientindelningen har upphört.